# Теория толпы и публики Тарда
Теория толпы и публики Тарда — социологическая теория, согласно которой разделяются понятия «толпа» и «публика»; последнее считается наиболее значимым в цивилизованном обществе. Теория была сформулирована в конце XIX века французским социологом Габриэлем Тардом и легла в основу современной теории массовой коммуникации.

## История
В 1892 году Габриэль Тард опубликовал книгу «Мнение и толпа» — сборник этюдов, посвященных коллективной психологии. В этом труде Тард полемизирует с известным психологом и социологом Гюставом Лебоном. Лебон называл свой век «эрой толпы», с чем Тард был не согласен, считая ключевым именно понятие публики.

## Теория Тарда
Тард утверждал, что публика постепенно начала зарождаться уже с появлением книгопечатания, железных дорог и телеграфа. Но наиболее важную роль в формировании публики сыграло развитие средств массовой информации. Публика по Тарду — это та же толпа, но люди в данном случае не находятся в непосредственной близости друг от друга, а влияют на умы других участников публики на расстоянии. Толпа недолговечна. Она всегда имеет вождя и исчезает, как только пропадает вождь.
«Толпа — это социальная группа прошлого; после семьи она самая старинная из всех социальных групп. Она во всех своих видах — стоит ли или сидит, неподвижна или движется — не способна расширяться дальше известного предела; когда её вожаки перестают держать её in manu, когда она перестает слышать их голос, она распадается».
По степени активности Тард выделяет четыре вида толпы. Ожидающая — это «любопытствующая» толпа. Внимающая — толпа, собирающаяся у трибуны. Для манифестантской толпы характерно страстное выражение своих убеждений. Действующие толпы Тард подразделяет на любящие и ненавидящие, замечая, что обе, как правило, разрушают, а не создают.

Характеризуя толпу, Тард пишет:
«Толпы не только легковерны, они безумны. Многие из их свойств, отмеченных нами у них, общи с душевнобольными в наших лечебницах: преувеличенная гордость, нетерпимость, неумеренность во всем. Они доходят всегда, как сумасшедшие, до двух крайних полюсов: или возбуждения, или упадка духа, они то героически неистовы, то уничтожены паникой. У них бывают настоящие коллективные галлюцинации: людям, собравшимся вместе, кажется, что они видят и слышат такие вещи, которых они не видят и не слышат каждый в отдельности. И когда толпы уверены, что их преследуют воображаемые враги, их вера основана на логике безумца».
Толпа, согласно теории Тарда, превращается в публику, когда её участники объединяются общей идеей. Социолог выделяет основные различия публики и толпы:
- Человек всегда принадлежит только к одной толпе, но может принадлежать к нескольким видам публики.
- Публика более терпима к мнениям и суждением, противоречащим её мнению, чем толпа.
- Очень возбужденная публика может перерасти в фанатичную толпу.
- Толпа всегда подчиняется вождю, когда публика скорее вдохновляется публицистом.
- Публика более однородна, чем толпа, которая всегда увеличивается благодаря случайным любопытным прохожим.
- Публика — это род «коммерческой клиентуры». Как и клиентура, публика бывает постоянной и случайной.

## Влияние
Габриэль Тард является одним из основателей теории массовой коммуникации и анализа общественного мнения. Он на полвека ранее М.Маклуэна высказал мысль о зависимости каждого типа социального сообщества от формы коммуникации. Современные социологи отмечают, что тардовские исследования послужили отправными точками для дальнейших исследований в XX веке.